# دائرة بن مهيدي
دائرة بن مهيدي إحدى دوائر  ولاية الطارف الجزائرية .  عاصمتها هي بن مهيدي  وتضم بلديات  : 
- بن مهيدي
- الشط
- بريحان